# Glasgow-Effekt

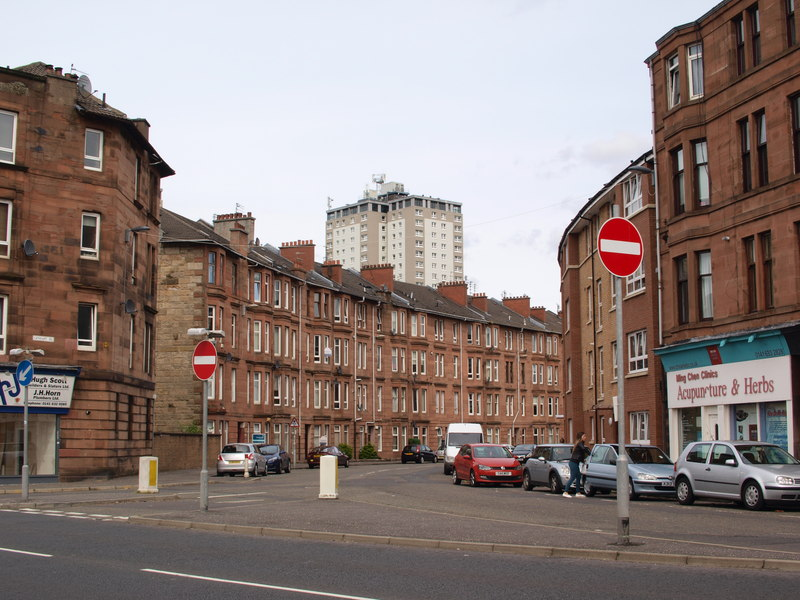
Häuser mit Mietwohnungen in Glasgow, Cathcart Road Ecke Holmlea Road

Der Glasgow-Effekt ist ein im Gesundheitswesen verwendeter Begriff für Faktoren, die für die geringere Lebenserwartung der Einwohner des schottischen Glasgow im Vergleich zum Rest des Vereinigten Königreichs und Europas verantwortlich sind. Der Begriff ist umstritten, da er nur die Beschreibung eines Problems bietet, für das bislang keine abschließende Erklärung gefunden wurde.
Die Übersterblichkeit in Glasgow stieg erst ab Mitte des 20. Jahrhunderts an, damals vornehmlich durch koronare Herzkrankheiten, Krebs und Schlaganfälle. Der Trend verstärkte sich nochmals in den 1980er Jahren, wobei eine Zunahme der Sterblichkeitsziffern durch alkohol- und drogenbedingte Todesfälle, gewaltsame Todesfälle, Straßenverkehrsunfälle und Selbstmord zu verzeichnen waren.
Obwohl ein geringeres Pro-Kopf-Einkommen oft mit einer schlechteren Gesundheit und einer verkürzten Lebenserwartung in Verbindung gebracht wird, scheinen die wirtschaftlichen Bedingungen nicht per se die Ursache für den Glasgow-Effekt zu sein. In Städten wie Liverpool, Manchester oder Birmingham, die ein ähnliches Einkommensniveau aufweisen, ist die Lebenserwartung höher. Zudem ist auch die Lebenserwartung der wohlhabenden Bevölkerung Glasgows ebenfalls geringer als die der gleichen Gruppe in anderen Städten.
Zur Erklärung des Glasgow-Effekts wurde eine Reihe von Hypothesen aufgestellt, darunter der Lebensstil sowie sozioökonomische, kulturelle, politische und wirtschaftliche Faktoren. Aufgrund der Komplexität des Phänomens ist davon auszugehen, dass nicht nur ein einzelner Faktor verantwortlich ist. Auch wenn all diese Faktoren zum Glasgow-Effekt beitragen können, bleibt die eigentliche Ursache ungeklärt.

## Lebenserwartung
Die Lebenserwartung für Männer lag in Glasgow im Zeitraum 2008 bis 2010 bei 71,6 Jahren im Vergleich zum Durchschnitt von 78,2 Jahren im Vereinigten Königreich; bei Frauen lag die Lebenserwartung bei 78,0 Jahren verglichen mit einem Durchschnitt von 82,3 Jahren. Damit war die Lebenserwartung in Glasgow deutlich niedriger als in anderen europäischen Ländern und im Vereinigten Königreich.
Die Übersterblichkeit in Glasgow wurde um 1950 deutlich und scheint seit den 1970er Jahren gestiegen zu sein. Im Vergleich zu den Einwohnern von Liverpool und Manchester war das Sterberisiko für die Einwohner Glasgows im Jahr 2014 im Schnitt um etwa 30 % höher, selbst in den wohlhabenderen Stadtvierteln war die Sterblichkeitsrate um 15 % höher als in ähnlichen Stadtvierteln anderer Großstädte. Die erhöhte Mortalität, vor allem seit den 1990er Jahren, lässt sich zu 60 % auf Drogen, Alkohol, Selbstmord und Gewalt zurückführen. Gleichzeitig verzeichnete Glasgow zwischen 2007 und 2014 einen Rückgang der Mordrate um nahezu 40 %. Dennoch ist die Anzahl der Morde pro Kopf der Bevölkerung in Glasgow immer noch doppelt so hoch wie in London.

## Hypothesen
Im Jahr 2017 untersuchte das „Glasgow Centre for Population Health“ 40 Hypothesen, die den Glasgow-Effekt möglicherweise erklären. Deren Relevanz wurde anhand der Bradford-Hill-Kriterien bewertet. Als nachteilig für Glasgow erwies sich demnach unter anderem die verzögerte Auswirkung der historischen Überbevölkerung, die Umsiedlung der Bevölkerung in Stadtrandgebiete sowie andere Prozesse des städtischen Wandels, welche sich in einer Verschlechterung der Lebensbedingungen niederschlugen.

### Demographische Entwicklung und Stadtplanung

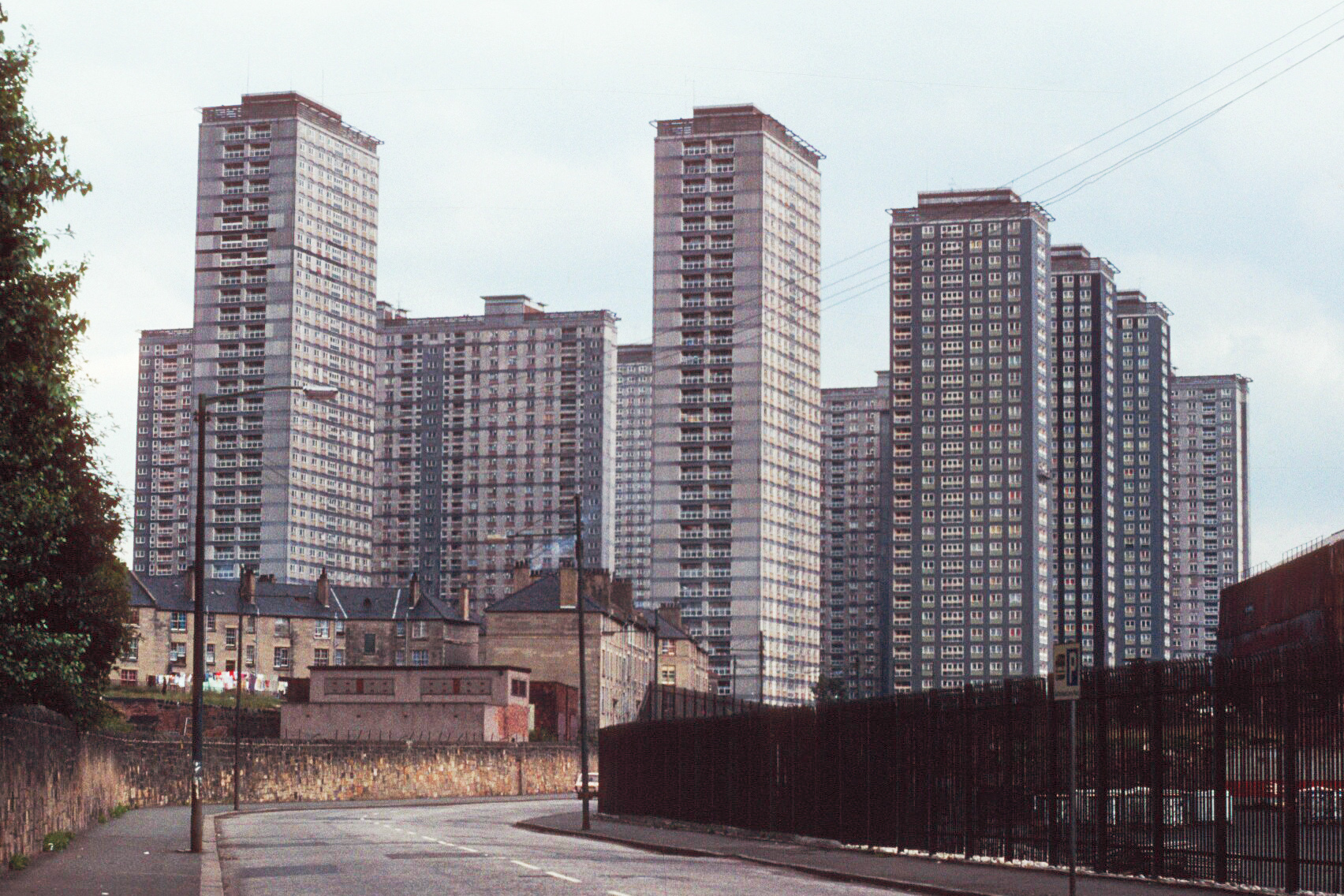
Red Road Flats in Springburn, Glasgow, Zeichen einer verfehlten Wohnungsbaupolitik der Stadt in den 1960er Jahren (abgerissen im Oktober 2015)

Der Schriftsteller Daniel Defoe war im frühen 18. Jahrhundert begeistert von Glasgow und nannte es „die sauberste, schönste und am besten gebaute Stadt in Großbritannien“. Die industrielle Revolution führte zu einer deutlichen Zunahme der Einwohnerzahl, was für viele Menschen eine schwierige und mit Herausforderungen verbundene Situation schuf. Mitte des 20. Jahrhunderts hatte Glasgow mehr als eine Million Einwohner, die Bevölkerungsdichte betrug 6777 Einwohner pro Quadratkilometer. Sie war damit eine der höchsten in Europa und entsprach etwa der Bevölkerungsdichte von Hongkong im Jahr 2024.
Basierend auf dem sogenannten „Bruce Report“ wurde in Glasgow ab Mitte des 20. Jahrhunderts eine Politik der Umsiedlung eines Großteils der Stadtbevölkerung durch den massenhaften Abriss von Mietskasernen im Stadtzentrum und deren Ersatz durch Wohnungsbauprogramme am Stadtrand verfolgt. Die dort errichteten Hochhäuser stellten zunächst eine Verbesserung gegenüber den Slums der Innenstadt dar, doch die Bewohner waren mit einem Mangel an Einkaufs- und Unterhaltungsmöglichkeiten sowie sozialen Einrichtungen konfrontiert.
Der Zustand der Wohnanlagen wurde durch den Niedergang der traditionellen Industrien der Stadt zusätzlich verschlechtert. Dies führte dazu, dass viele neu entstandene Stadtteile wie Easterhouse aufgrund ihrer Bandenkriminalität als Orte mit einer hohen Gewaltbereitschaft galten. Die Zunahme der Arbeitslosigkeit führte zu einer Verschärfung der Situation hinsichtlich der Bandenkriminalität sowie des Alkohol- und Drogenmissbrauchs. Es entstanden neue Slums anstelle derer, die sie noch wenige Jahrzehnte zuvor ersetzen sollten. Glasgow war 2021 mit 635.130 Einwohnern und einer Bevölkerungsdichte von 3635 Einwohnern pro Quadratkilometer immer noch die bei weitem größte und am dichtesten bewohnte Stadt Schottlands.

### Kindheitstraumata
Als weitere mögliche Erklärung für den Glasgow-Effekt gelten Kindheitstraumata wie sexueller Missbrauch, Vernachlässigung, die Trennung der Eltern und weitere Belastungsfaktoren. Im Rahmen einer Studie gaben zwei Drittel der Teilnehmer an, mindestens eines der genannten Ereignisse erlebt zu haben, während rund 20 % von drei oder mehr negativen Erfahrungen berichteten. Die Anzahl der verschiedenen erlebten negativen Kindheitserfahrungen wurde bewertet und in einer Kennzahl zusammengefasst. Dabei konnte ein Zusammenhang zwischen negativen Kindheitserfahrungen und negativen gesundheitlichen Folgen für Erwachsene in einer Vielzahl von Bereichen nachgewiesen werden, unter anderem bei Depressionen, Alkohol- und Drogenmissbrauch sowie der Häufigkeit von Herz-, Leber- und Lungenkrankheiten. Im Jahr 2012 gab es in Glasgow noch 15 Bezirke, in denen die Kinderarmut mehr als 30 % betrug.

### Lebensstil

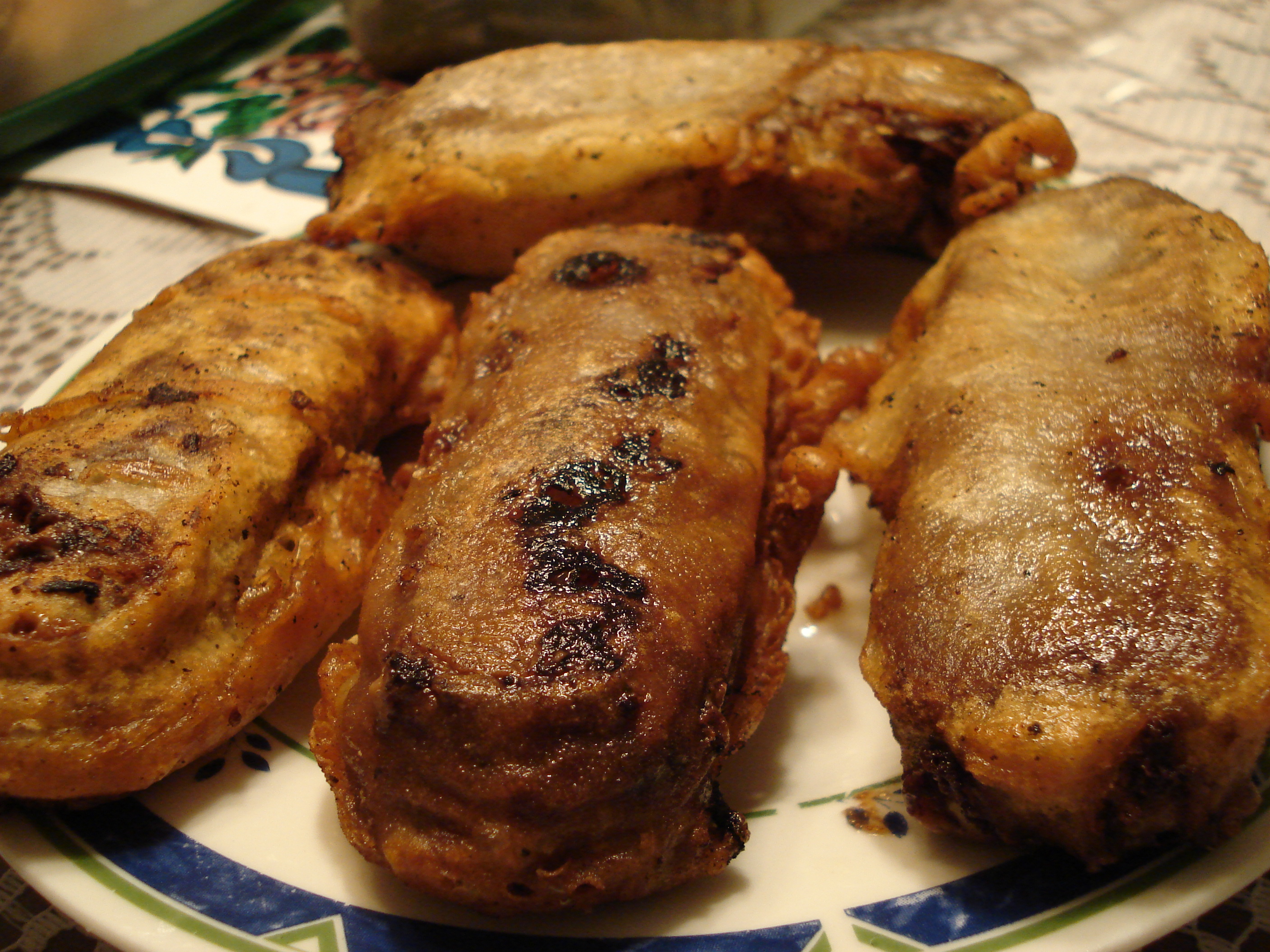
Frittierte Marsriegel in Backteig, angeblich typisch für die schottische Ernährung

Ein ungesunder Lebensstil, der sich durch eine unausgewogene zucker- und salzreiche Ernährung auszeichnet (deren exemplarischer Vertreter der frittierte Marsriegel ist), trägt ebenfalls zum sogenannten Glasgow-Effekt bei. Die Adipositasrate ist eine der höchsten der Welt. Dazu kommen unzureichende Bewegung sowie ein erhöhtes Risiko für Nikotin-, Drogen- oder Alkoholmissbrauch. So lag die durchschnittliche jährliche Rate der drogenbedingten Todesfälle in Glasgow im Jahr 2023 mit 44,4 pro 100.000 Einwohnern fast doppelt so hoch wie im restlichen Schottland, wo sie bei 22,9 pro 100.000 Einwohnern lag. Auch die Rate der alkoholbedingten Todesfälle bei Männern lag in Glasgow im Jahr 2023 mit 47,8 pro 100.000 Einwohner deutlich höher als in Schottland mit 29,4 pro 100.000 Einwohner. Insgesamt ist die alkoholbedingte Sterbeziffer für die Gesamtbevölkerung in Glasgow mit 31,8 pro 100.000 Einwohner um mehr als 50 % höher als im restlichen Schottland.

### Stress
Eine weitere Hypothese besagt, dass das Zusammenspiel von sozialen, umweltbedingten, einstellungsbedingten und kulturellen Stressfaktoren im Alltag möglicherweise einen negativen Einfluss auf die biologische Gesundheit hat. Wenn das körpereigene Alarmsystem fast permanent aktiviert ist, kann dies zu einer körperlichen und geistigen Erschöpfung der betroffenen Personen führen.

### Epigenetische Faktoren
Eine Studie basierend auf einer relativ kleinen Stichprobe zeigte einen möglichen Zusammenhang zwischen dem epigenetischen und dem sozioökonomischen Status auf. Die Analyse der DNA-Proben von Bewohnern der ärmeren Stadtteile ergab, dass deren DNA-Methylierungswerte niedriger waren als bei denen von Bewohnern aus wohlhabenderen Gegenden. Dies könnte eine unmittelbare Auswirkung auf die Gesundheit der Bevölkerung haben, da es eine Korrelation zwischen dem globalen DNA-Methylierungsgrad und Biomarkern für Herz-Kreislauf-Erkrankungen und Diabetes mellitus zu geben scheint.